# Fernanda Motta
Fernanda Motta (n. 29 mai 1981, Rio de Janeiro) este o actriță și fotomodel brazilian. Ea moderează  emisiunea TV "Brazilia's Next Top Model", versiunea braziliană a emisiunii americane create de Tyra Banks.